# Krivaja (Šabac)
Pour les articles homonymes, voir Krivaja.
Krivaja (en serbe cyrillique : Криваја) est un village de Serbie situé sur le territoire de la ville de Šabac, district de Mačva. Au recensement de 2011, il comptait 804 habitants.

## Démographie

### Évolution historique de la population
| 1948  | 1953  | 1961  | 1971  | 1981  | 1991  | 2002 | 2011 |
| ----- | ----- | ----- | ----- | ----- | ----- | ---- | ---- |
| 1 615 | 1 675 | 1 628 | 1 541 | 1 296 | 1 126 | 952  | 804  |

|  |